# 오세키촌 (사가현)
오세키촌(小関村)은 사가현 사가군에 있던 촌이다. 현재의 사가시의 일부에 해당한다.

## 역사
- 1889년 4월 1일 - 정촌제 시행에 의해 사가군 오세키촌이 성립하였다.
- 1956년 9월 30일 - 오기군 기타야마촌, 미나미야마촌과 합병, 사가군 후지정이 신설해 폐지되었다.

## 참고문헌
- 角川日本地名大辞典 41 佐賀県
- 『市町村名変遷辞典』東京堂出版、1990年。